# Джек Лорд
Джон Джо́зеф Па́трик Ра́йан (англ. John Joseph Patrick Ryan, 30 декабря 1920, Бруклин, Нью-Йорк — 21 января 1998, Гонолулу) — американский актёр, более известный под сценическим псевдонимом Джек Лорд (англ. Jack Lord). Наиболее известен по роли Стива Макгарретта в телесериале «Гавайи 5-O», в котором снимался на протяжении двенадцати лет с 1968 по 1980 год. Он стал первым актёром, сыгравшим роль Феликса Лейтера в фильме о Джеймсе Бонде «Доктор Ноу».

## Ранняя жизнь и образование
Лорд родился в Бруклине, Нью-Йорк в семье ирландско-американских родителей. Его отец, Уильям Лоуренс Райан (англ. William Lawrence Ryan), был директором пароходной компании. Лорд вырос в Моррис-Парке, который сейчас известен как Ричмонд-Хилл в Куинсе, Нью-Йорк.
Молодой Лорд тренировал свои навыки всадника на фруктовой ферме матери в долине реки Гудзон. Когда он стал проводить летние месяцы в море, он начал зарисовывать пейзажи, которые наблюдал с палубы грузовых судов, среди которых были наброски Африки, Средиземноморья и Китая. Лорд посещал много разных школ; он учился в школе Святого Бенедикта Иосифа (англ. Saint Benedict Joseph Labre Church), средней школе Джона Адамса (англ. John Adams High School) и Торговой морской академию США (англ. United States Merchant Marine Academy), которую окончил в звании прапорщика. Он посещал Нью-Йоркский университет по футбольной стипендии и получил степень в области изящных искусств.

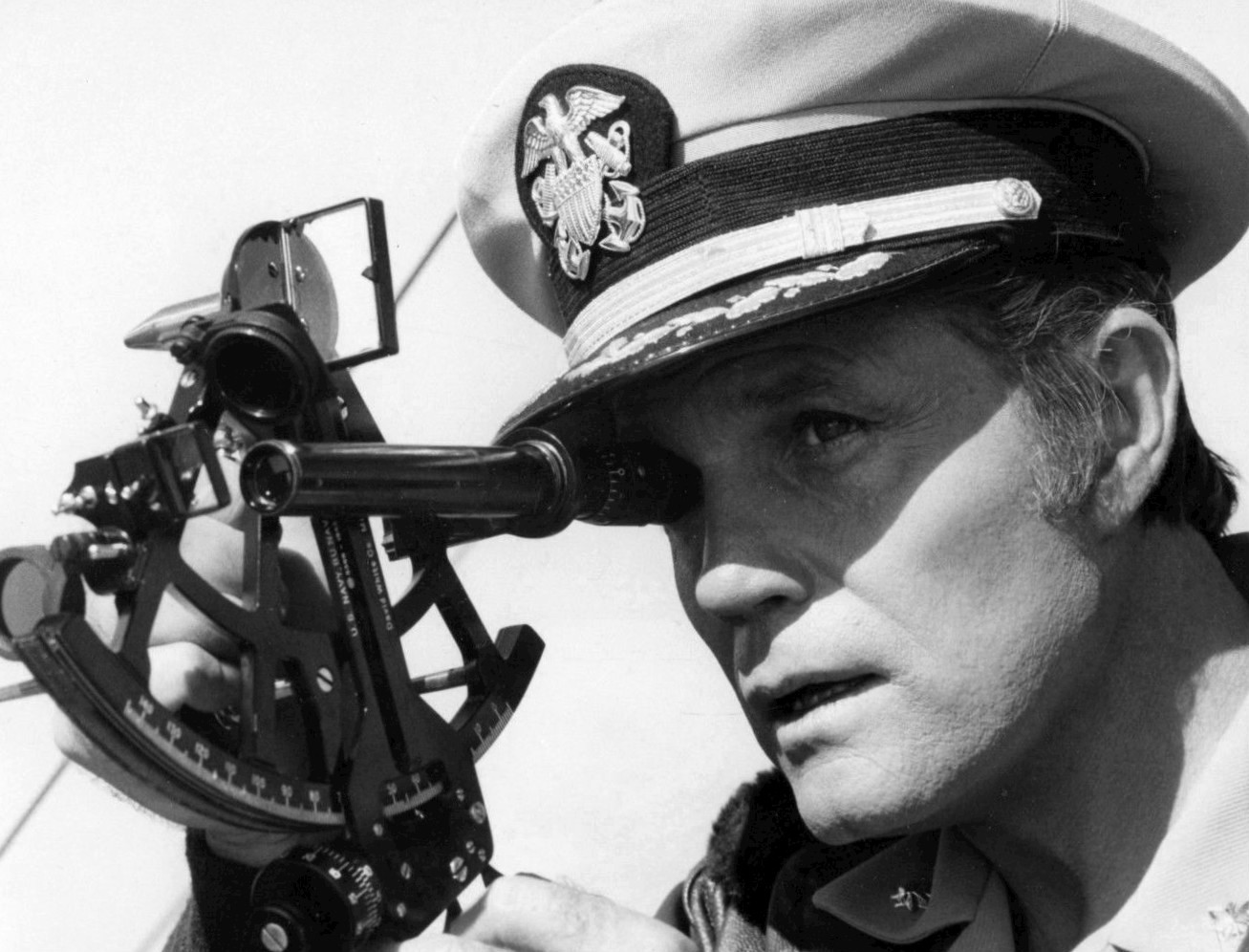
Джек Лорд в роли Стива Макгарретта (1976)

Лорд провёл первый год участия Соединённых Штатов во Второй мировой войне в инженерном корпусе армии США, который строил мосты в Персии. Он вернулся на торговый флот в качестве матроса перед зачислением на курсы морских офицеров в Форт-Трамбулле. Когда он принимал участие в съёмке морских учебных фильмов, у него появилась идея стать актёром.

## Карьера
Лорд обучался театральному мастерству у Сэнфорда Майснера в Neighborhood Playhouse School of the Theatre. В молодости он работал на Хоргана Форда, продавая машины, а затем продавал кадиллаки в Нью-Йорке, чтобы оплатить обучение. Позже он посещал Актёрскую студию.

### Актёр

#### Театр
Дебют Лорда на Бродвее состоялся в постановке пьесы Хортона Фута «Путешественница» с Ким Стэнли. Шоу продолжалось 30 вечеров с 27 октября по 20 ноября 1954 года. За свою роль Лорд получил премию Theatre World Award. После этого он получил роль Брика (заменив Бена Газзару) в постановке «Кошки на раскалённой крыше» 1955–1956-х годов. Он также появился в «Избушке», «Незаконном» и «Дикаре».

#### Кино
В первый раз Лорд снялся в кино в 1949 году в анти-коммунистическом фильме «Красная угроза». В фильме 1950 года «Cry Murder» он был также ассистирующим продюсером. В 1957 году Лорд исполнил главную роль в коротком фильме «Уильямсберг: История патриота», а также появился в роли Бака Уолдена в фильме «Богова делянка», адаптации романа Эрскина Колдуэлла 1933 года.
Лорд стал первым актёром, сыгравшим роль Феликса Лейтера в бондиане; персонаж был представлен в фильме «Доктор Ноу». По словам сценариста Ричарда Мэйбаума, Лорд настаивал на равном статусе с Шоном Коннери, а также требовал увеличение своей роли и бо́льший гонорар за повторное исполнение роли в следующем фильме «Голдфингер». В конце концов режиссёр Гай Хэмилтон заменил его на Сека Линдера.
В 1968 году Лорд появился в фильме «Игра называется – убийство» со Сьюзан Страсберг..

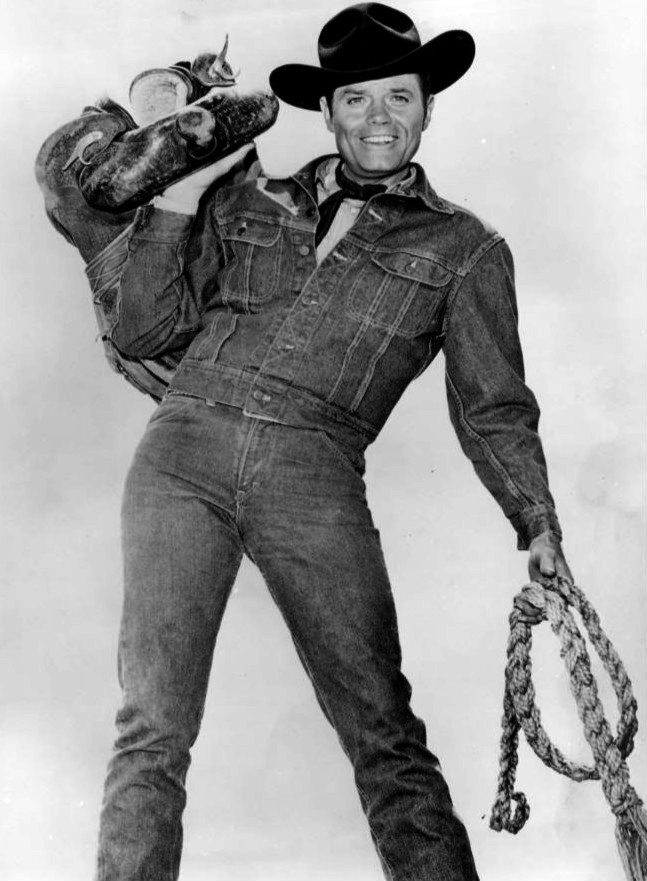
Джек Лорд в роли Стоуни Бурка (1962)

#### Телевидение
В 1962 году Лорд исполнил заглавную роль ковбоя родео в телесериале «Стоуни Бурк». Сериал основан на реальном чемпионе родео Кейси Тиббсе. Во второстепенных ролях снялись Уоррен Оутс и Брюс Дерн. Лорд назвал Гэри Купера своим образцом для подражания и вдохновением для создания образа Стоуни Бурка.
Лорд рассматривался на роль Элиота Несса в телесериале «Неприкасаемые», однако в конечном итоге роль досталась Роберту Стэку. Тем не менее, он появился в одном из эпизодов первого сезона этого сериала. В 1965 году он исполнил гостевую роль полковника Престона Галлахера в пятом эпизоде второго сезона сериала «Вертикальный взлёт». Кроме того, он появился во многих телесериалах, среди которых выделяются «Встреча с приключениями», «Американцы», «Бонанза», «Высокий кустарник», «В бою», «Агенты А.Н.К.Л.», «Репортёр», «Беглец» (с Гарри Гуардино в главной роли), «Захватчики», «Сыромятная плеть», «Железная сторона» и «ФБР». Он также снялся в первом эпизоде сериала «Найди приключения на свою пушку».
В автобиографии Уильям Шетнер упомянуто, что в 1966 году Джин Родденберри предложил Лорду роль капитана Джеймса Т. Кирка в сериале «Звёздный путь» (этим персонажем заменили ушедшего из шоу Джеффри Хантера, сыгравшего Кристофера Пайка). Лорд запросил 50% всех прав на шоу, и Родденберри предложил роль Шетнеру.

##### Гавайи 5-O

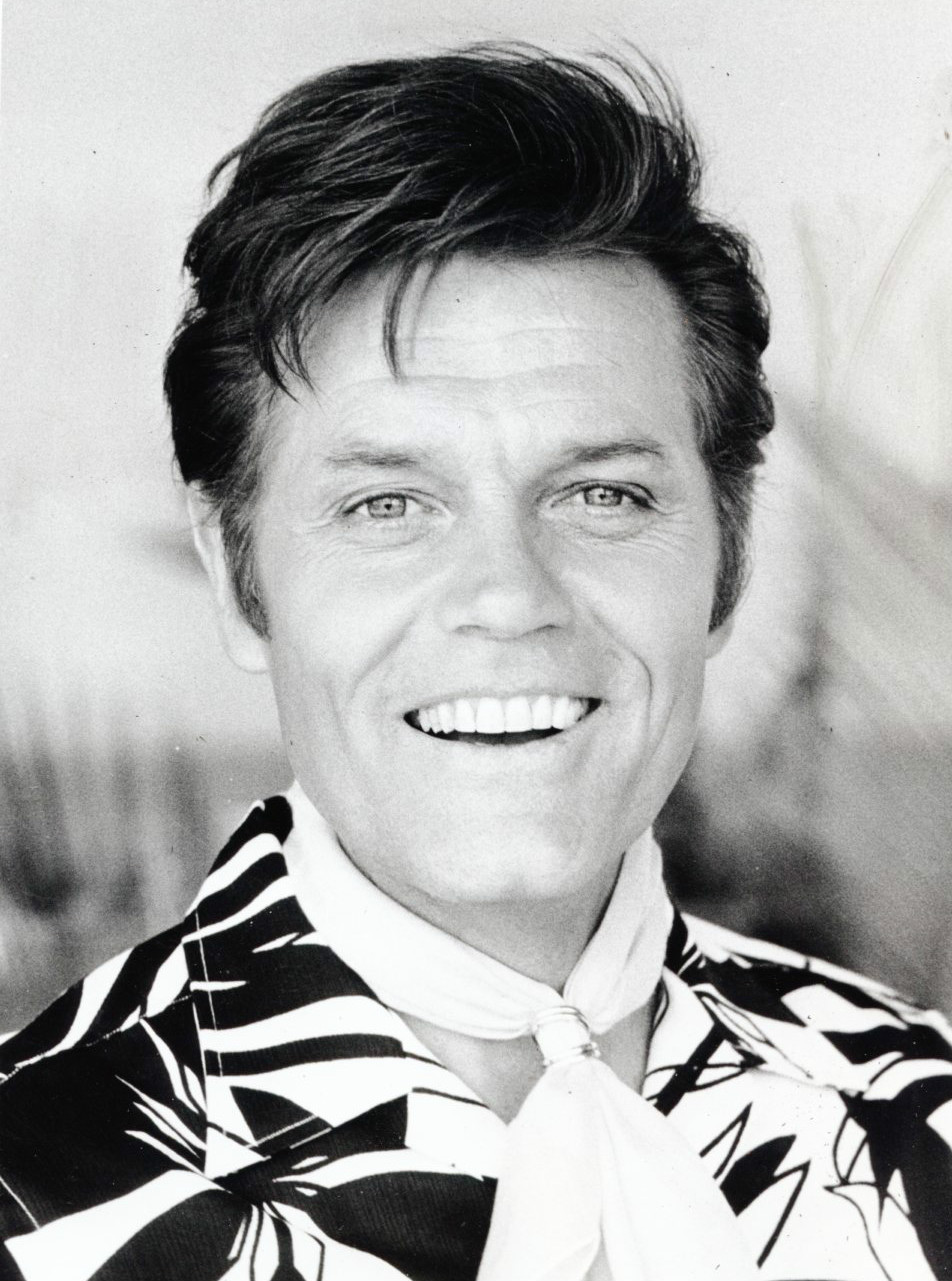
Джек Лорд (1974)

Джек Лорд помогал в создании сериала «Гавайи 5-O», в котором играл главную роль детектива Стива Макгарретта на протяжении двенадцати лет. Губернатор Гавайев назначает Стива Макгарретта главой вымышленного специального подразделения полиции в Гонолулу. В открывающих титрах сериала присутствует фотография Джека Лорда на балконе пентхауса отеля «Иликаи». Имя персонажа Чина Хо Келли — дань уважения основателю отеля Чинну Хо. Коронная фраза Лорда «За решётку его, Дэнно» (англ. Book him, Danno!) стала частью поп-культуры. Лорд настаивал на кастинге коренных гавайцев вместо актёров с материка. Также Лорд настоял, чтобы его персонаж водил машины марки Ford: в пилотном эпизоде он водит Mercury Park Lane 1967 года выпуска, в 1968–1974 годах у него Park Lane 1968 года, а в оставшиеся годы существования сериала Макгаррет водит Mercury Marquis 1974 года (именно этот автомобиль был показан в ремейке 2010 года). На момент показа последнего эпизода «Гавайи 5-O» было самым продолжительным полицейским сериалом в истории телевидения США.
Когда создатель сериала Леонард Фриман умер в 1974 году, контроль над сериалом разделили Лорд, CBS и наследники Фримана, причём согласно контракту Лорд стал исполнительным продюсером, что дало ему полный контроль над шоу. Он был внимателен к каждой детали сериала и зачастую спорил с боссами канала.

### Художник
Во время учёбы в Нью-Йоркском университете Лорд и его брат Билл открыли академию искусств «Вилладж». В 1941 году музей «Метрополитан» купил две его работы.

## Личная жизнь
Первый брак Лорда с Энн Сесили Уиллард (англ. Ann Cecily Willard) продолжался с 1944 года по 1947 год, завершившись разводом. Лорд видел своего сына от первого брака лишь однажды, когда тот был ещё младенцем. Мальчик погиб в результате несчастного случая в возрасте 13 лет.
Джек познакомился со своей второй женой во время поиска квартиры в северной части Нью-Йорка. 17 января 1949 года Лорд женился на Мари де Нард (англ. Marie de Narde), которая оставила свою карьеру в области дизайна, чтобы посвятить свою жизнь мужу. Мари сама придумывала гардероб как для Лорда, так и для себя. Они были женаты вплоть до его смерти в 1998 году.
Лорд был заядлым курильщиком и не мог бросить привычку традиционными методами. По словам Лорда, именно его вера в Бога помогла ему прекратить курить. Лорд и его друг посетили католический костел, где оба встали на колени, а Лорд пообещал Богу, что перестанет курить.
Лорд был известен, как культурный человек, который любил читать вслух стихи на съёмках его телевизионных шоу, а также как человек проводящий большее количество времени в своём доме в Гонолулу как затворник.

## Смерть

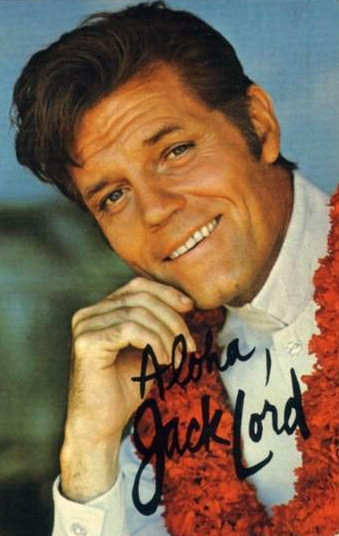
Открытка, подписанная Джеком Лордом

После того, как его сериал закончился в 1980 году, Лорд держался в тени и редко появлялся на публике. Лорд страдал от болезни Альцгеймера в течение двух лет до собственной смерти. Он умер от сердечной недостаточности в своем доме в Гонолулу, Гавайи 21 января 1998 года в возрасте 77 лет, оставив состояние в 40 миллионов долларов. Он был меценатом и всё состояние перешло гавайским благотворительным организациям после смерти его жены Мари в 2005 году.

## Наследие

### Мемориал
Бронзовый бюст Лорда, выполненный гавайским скульптором Линном Вейлером Ливертоном (англ. Lynn Weiler Liverton), был представлен на церемонии в Кахала Молл 19 июня 2004 года. Лорды жили в кондоминиуме в районе Кахала и были частыми посетителями торгового центра.

### В популярной культуре
Операторы в США иногда называют линзу 50 мм ("5-0") «Джеком Лордом» — это отсылка к сериалу «Гавайи 5-O», который прославил актёра.
Актриса Трейси Лордс взяла сценический псевдоним «Лордс», так как была поклонницей персонажа Джека Лорда в «Гавайях 5-O».

## Фильмография

### Кино
| Год  | Название на русском           | Название на английском               | Роль                                       | Примечания             |
| ---- | ----------------------------- | ------------------------------------ | ------------------------------------------ | ---------------------- |
| 1949 | Красная угроза                | The Red Menace                       | Джон Бейтс                                 |                        |
| 1950 | Татуированная незнакомка      | The Tattooed Stranger                | детектив Деке Дел Веккио                   | В титрах не указан     |
| 1950 |                               | Cry Murder                           | Томми Уоррен                               | Ассистирующий продюсер |
| 1955 | Трибунал Билли Митчелла       | The Court-Martial of Billy Mitchell  | лейтенант-коммандер Закари «Зак» Лэндсдоун |                        |
| 1956 | Король-бродяга                | The Vagabond King                    | Ферребок                                   |                        |
| 1957 | Ставка на мёртвого жокея      | Tip on a Dead Jockey                 | Джимми Хелдон                              |                        |
| 1957 | Уильямсберг: История патриота | Williamsburg: the Story of a Patriot | Джон Фрай                                  | Короткометражка        |
| 1958 | Правдивая история Линн Стюарт | The True Story of Lynn Stuart        | Уилли Доун                                 |                        |
| 1958 | Богова делянка                | God's Little Acre                    | Бак Уолден                                 |                        |
| 1958 | Человек с Запада              | Man of the West                      | Коали Тобин                                |                        |
| 1959 | Палач                         | The Hangman                          | Джонни Бишоп                               |                        |
| 1960 |                               | Walk Like a Dragon                   | Линкольн «Линк» Бартлетт                   |                        |
| 1962 | Доктор Ноу                    | Dr. No                               | Феликс Лейтер                              |                        |
| 1967 |                               | Ride to Hangman's Tree               | Гай Расселл                                |                        |
| 1968 | Ненастоящий убийца            | The Counterfeit Killer               | Дон Оуэнс                                  |                        |
| 1968 | Игра называется – убийство    | The Name of the Game is Kill         | Симха Липа                                 |                        |

### Телевидение
| Год     | Название на русском             | Название на английском                 | Роль                             | Примечания                                |
| ------- | ------------------------------- | -------------------------------------- | -------------------------------- | ----------------------------------------- |
| 1954    |                                 | Man Against Crime                      |                                  | The Chinese Dolls                         |
| 1954    | Саспенс                         | Suspense                               |                                  | String                                    |
| 1955    |                                 | Danger                                 |                                  | Season for Murder                         |
| 1955    | Театр Армстронга                | Armstrong Circle Theatre               |                                  | Buckskin                                  |
| 1955    | Встреча с приключениями         | Appointment with Adventure             | Билл                             | Five in Judgment                          |
| 1955    |                                 | The Elgin Hour                         | лейтенант Дэвис                  | Combat Medics                             |
| 1956    | Телевизионный театр Филко       | The Philco Television Playhouse        |                                  | This Land is Mine                         |
| 1956    | Омнибус                         | Omnibus                                |                                  | One Nation                                |
| 1956    | Первая студия                   | Westinghouse Studio One                | Пол Честер                       | An Incident of Love                       |
| 1956    | Первая студия                   | Westinghouse Studio One                | Мэтт                             | A Day Before Battle                       |
| 1957    | Конфликт                        | Conflict                               |                                  | Pattern for Violence                      |
| 1957    | Кульминация!                    | Climax!                                | Чарли Маллейни                   | Mr. Runyon of Broadway                    |
| 1957    | Найди приключения на свою пушку | Have Gun – Will Travel                 | Дэйв Эндерби                     | Three Bells to Perdido                    |
| 1957    | Дымок из ствола                 | Gunsmoke                               | Майлз Брэнделл Нейт Брэнделл     | Doc's Reward                              |
| 1957    | Театр 90                        | Playhouse 90                           | Джим Кестер                      | Lone Woman                                |
| 1958    | Театр 90                        | Playhouse 90                           | Гомер Асвелл                     | Reunion                                   |
| 1958    | Маршал США                      | U.S. Marshal                           | Мэтт Боннер                      | Sentenced to Death                        |
| 1958    | Миллионер                       | The Millionaire                        | Ли Рэндольф                      | The Lee Randolph Story                    |
| 1959    | Сыромятная плеть                | Rawhide                                | Блейк                            | Incident of the Calico Gun                |
| 1959    | Шоу Лоретты Янг                 | The Loretta Young Show                 | Джо                              | Marriage Crisis                           |
| 1959    | Неприкасаемые                   | The Untouchables                       | Билл Хаген                       | The Jake Lingle Killing                   |
| 1959    | Опознание                       | The Lineup                             | Арми Армитадж                    | The Strange Return of Army Armitage       |
| 1959    | Шаг за грань                    | Alcoa Presents: One Step Beyond        | Дэн Гарднер                      | Father Image                              |
| 1960    | Бонанза                         | Bonanza                                | Клэй Рентон                      | The Outcast                               |
| 1960    | Обнажённый город                | Naked City                             | Кэри Гленнон                     | The Human Trap                            |
| 1961    | Шоссе 66                        | Route 66                               | Гейб Джонсон                     | Play It Glissando                         |
| 1961    | Американцы                      | The Americans                          | Чарли Гудвин                     | Half Moon Road                            |
| 1961    | Преступники                     | Outlaws                                | Джим Хоустон                     | The Bell                                  |
| 1961    |                                 | Stagecoach West                        | Расс Доти                        | House of Violence                         |
| 1961    | Джонни Кейн                     | Stagecoach West                        | The Butcher                      |                                           |
| 1961    | Сыромятная плеть                | Rawhide                                | Пол Эванс                        | Incident of His Brother's Keeper          |
| 1961    |                                 | Cain's Hundred                         | Уилт Фаррелл                     | Dead Load                                 |
| 1962    | Шах и мат                       | Checkmate                              | Эрни Шапин                       | The Star System                           |
| 1962–63 | Стоуни Бурк                     | Stoney Burke                           | Стоуни Бурк                      | 32 эпизода                                |
| 1964    | Доктор Килдэр                   | Dr. Kildare                            | доктор Фрэнк Майклс              | A Willing Suspension of Disbelief         |
| 1964    | Величайшее шоу на Земле         | The Greatest Show on Earth             | Уолли Уокер                      | Man in a Hole                             |
| 1964    | Репортёр                        | The Reporter                           | Ник Касл                         | How Much for a Prince?                    |
| 1965    | Караван повозок                 | Wagon Train                            | Ли Бартон                        | The Echo Pass Story                       |
| 1965    | Театр создателей саспенса       | Kraft Suspense Theatre                 | Пол Кэмпбелл                     | The Long Ravine                           |
| 1965    | Одиночка                        | The Loner                              | преподобный мистер Букер         | The Vespers                               |
| 1965    | В бою!                          | Combat!                                | Барни Клоски                     | The Linesman                              |
| 1965    | Боб Хоуп представляет           | Bob Hope Presents the Chrysler Theatre | Эйб Перес                        | The Crime                                 |
| 1965    | Вертикальный взлёт              | Twelve O'Clock High                    | подполковник Престон Галлахер    | Big Brother                               |
| 1966    | Вертикальный взлёт              | Twelve O'Clock High                    | полковник Йейтс                  | Face of a Shadow                          |
| 1966    | Ларедо                          | Laredo                                 | Джеб Харлин                      | Above the Law                             |
| 1966    | ФБР                             | The F.B.I.                             | Фрэнк Андреас Шрёдер             | Collison Course                           |
| 1966    | Виргинцы                        | The Virginian                          | Рой Даллман                      | High Stakes                               |
| 1966    | Боб Хоуп представляет           | Bob Hope Presents the Chrysler Theatre | Дон Оуэнс                        | The Faceless Man                          |
| 1966    | Боб Хоуп представляет           | Bob Hope Presents the Chrysler Theatre | Гарри Маркус                     | Storm Crossing                            |
| 1966    |                                 | The Doomsday Flight                    | специальный агент Фрэнк Томпсон  | ТВ фильм                                  |
| 1967    | Захватчики                      | The Invaders                           | Джордж Виктор                    | Vikor                                     |
| 1967    | Беглец                          | The Fugitive                           | Алан Бартлетт                    | Goodbye My Love                           |
| 1967    | Железная сторона                | Ironside                               | Джон Траск                       | Dead Man's Tale                           |
| 1967    | Агенты А.Н.К.Л.                 | The Man from U.N.C.L.E.                | Фарос Мандор                     | The Master's Touch                        |
| 1968    | Высокий кустарник               | The High Chaparral                     | Дэн Брукс                        | The Kinsman                               |
| 1968–80 | Гавайи 5-O                      | Hawaii Five-O                          | детектив-капитан Стив Макгарретт | 281 эпизод                                |
| 1980    |                                 | The Whales That Wouldn't Die           | рассказчик                       | ТВ фильм                                  |
| 1980    |                                 | M Station: Hawaii                      | адмирал Хендерсон                | ТВ фильм Режиссёр Исполнительный продюсер |